# Гарденин, Владимир Владимирович
Владимир Владимирович Гарденин (настоящая фамилия — Дитрих) (1882—1976) —  российский и советский актёр и театральный режиссёр.

## Биография
Родился в городе Александрове-Куявском (ныне Польша) 15 февраля 1882 года[по какому календарю?] в семье почтового чиновника Владимира Константиновича и Елены Ивановны (урождённая Базилевич-Княжиковской) Дитрих. Имел сестру Ольгу.
Учился в Московском университете сначала на физико-математическом факультете, затем на историко-филологическом. Участвовал в революционных событиях 1905 года и вследствие этого был выслан из Москвы.
В Студии при Художественном театре учился у Станиславского и Лужского. Выпускник Первой студии МХАТа. «Милый дядя Костя!» — именно так называл Владимир Станиславского в записке, выражая благодарность за подаренную молодому актёру одежду. В 1910 году взял псевдоним Гарденин.
Работал в театрах Тифлиса, Омска, Владикавказа. В 1918 году организовал и возглавил Народный театр в Бийске, потом в Кемерово и Новосибирске, где создавал театральные студии.
В 1921 году был назначен художественным руководителем и главным режиссёром Ивано-Вознесенского городского театра. В 1924 году снялся в одной из главных ролей в фильме «Красный газ» режиссёра Ивана Григорьевича Калабухова, где его коллегами  по съёмочной площадке были Михаил Ленин, Сергей Троицкий и Маргарита Горбатова. С начала 1930-х годов — главный режиссёр Калужского рабочего театра.
В 1932 году был арестован, обвинялся в пропаганде или агитации, содержащих призыв к свержению, подрыву или ослаблению Советской власти или к совершению отдельных контрреволюционных преступлений. Был лишён права проживания в ряде областей на 3 года.
В 1938 году стал первым худруком Сталиногорского (ныне Новомосковского) Тульской области драмтеатра. В 1967 году сыграл небольшую роль старого учителя князя Болконского в киноэпопее Бондарчука «Война и мир».
С 1960-х годов жил в Доме ветеранов сцены в Московской области.
Скончался 15 мая 1976 года. Похоронен на Николо-Аpхангельском кладбище Москвы.